# Lukas Grill (Fußballspieler, 1991)
Lukas Grill (* 19. November 1991 in Wien) ist ein österreichischer Fußballspieler.

## Karriere
Grill begann seine Karriere beim SV Hirschstetten. 2002 wechselte er zum FC Stadlau. 2009 spielte er für einen Monat beim KSV Siemens-Großfeld. Im Jänner 2010 wechselte er zum SC Mannsdorf. Im Sommer 2010 wechselte er zum SC Leopoldsdorf. 2013 kehrte er nach Mannsdorf zurück. Im Jänner 2014 wechselt er zum Wiener Sportklub. 2015 wechselte er zum Profiverein SC Austria Lustenau. Sein Profidebüt gab er am 2. Spieltag 2015/16 gegen die Kapfenberger SV.
Zur Saison 2016/17 wechselte er zum Ligakonkurrenten Floridsdorfer AC.
Im Jänner 2017 kehrte er nochmals zum inzwischen in der Regionalliga spielenden SC Mannsdorf zurück.